# Гаврилова Тетяна Андріївна
Тетяна Андріївна Гаврилова (нар. 3 листопада 1925, село Мале Низовцеве Рильського повіту Курської губернії, РРФСР, тепер Рильського району Курської області, Російська Федерація) — голова колгоспу «Здобуток Жовтня» Тальнівського району Черкаської області, Герой Соціалістичної Праці (8.12.1973). Член ЦК КПУ в 1976—1990 роках. Депутат Верховної Ради УРСР 7—11-го скликань (у 1967—1990 роках). Заступник голови Верховної Ради УРСР 9—11-го скликань (до 3.06.1988).

## Біографія
У 1941 році закінчила восьмирічну школу. З 1943 по 1946 навчалася в Рильському сільськогосподарському технікумі, який закінчила з відзнакою.
З листопада 1946 року по березень 1951 року за направленням Київського цукробурякотресту працювала агрономом-ентомологом Березівського цукрокомбінату Буцького району Київської області.
У 1951 році переведена на роботу на Тальнівський цукрокомбінат, де працювала до 1969 року спочатку агрономом-рільником, а потім головним агрономом.
Член КПРС з 1969 року.
З 1969 по 1974 рік навчалася на заочному відділенні Уманського сільськогосподарського інституту.
У березні 1969 року обрана головою колгоспу «Здобуток Жовтня» Тальнівського району Черкаської області, де працювала до виходу на пенсію в 1988 році.
Проживає в місті Тальне́ Черкаської області, з 2017 жителька Тальнівської ОТГ.

## Нагороди та відзнаки
- Герой Соціалістичної Праці (8.12.1973)
- три ордени Леніна (23.06.1966; 8.04.1971; 8.12.1973)
- Почесна грамота Президії Верховної Ради Української РСР (1988)
- Заслужений працівник сільського господарства Української РСР (1985)
- Почесний громадянин міста Тальне (2000)
- Почесний громадянин Тальнівського району (2015)[1]